# Era Sam Wallash!... Lo chiamavano... E così sia!
Era Sam Wallash!.. Lo chiamavano.. E così sia! è un film western del 1971 con Robert Woods, diretto da Demofilo Fidani (con lo pseudonimo Miles Deem).

## Trama
Mash Donovan è il capo di una feroce banda che regna incontrastata in un piccolo paese del west, in una delle loro sanguinose sparatorie in una locanda, viene ferito anche Sam Wallash, mentre un suo amico viene ucciso.

La banda di Mash Donovan

Mentre Sam, che nel frattempo si è fatto curare la ferita, è sulle tracce della banda per vendicarsi, Donovan a sua volta viene a sapere che Sam in realtà non è morto, ma solo ferito, e chiede alla sua banda di eliminarlo, sperando tra l'altro nell'aiuto di Fanny, una donna che lavora nel saloon di proprietà di Donovan.
Sam, arrivato in paese, entra in un saloon per sfamarsi, ma incontra un uomo di Donovan che, non conoscendo la sua vera identità lo provoca e aiutato da altri suoi complici viene anche derubato dei soldi.

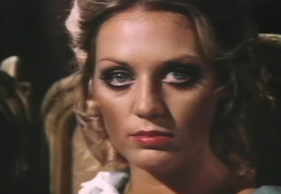
Fanny

Nel frattempo in paese viene organizzato un incontro di boxe, Donovan cerca di convincere lo sfidante a perdere la gara perché ha puntato molti soldi sull'altro avversario, intimandolo che in caso di vittoria lo avrebbe eliminato. Lo sfidante però non accetta e vince la gara, mentre è intento a scappare per evitare di essere ucciso, due uomini entrano nella sua stanza e lo fanno fuori.
Sam, intanto, riesce a entrare nella stanza di Fanny e lei cerca di aiutarlo, spiegandogli che anche lei è stanca di lui e che vorrebbe ritornare a casa dalla sua famiglia. Mentre Sam è nascosto nella stanza, gli vengono in mente i veri motivi del suo rancore per Donovan, che anni prima quando era ancora un bambino, aveva eliminato i suoi genitori.
Il giorno dopo, grazie ad uno stratagemma, riesce a radunare tutta la banda in un luogo isolato. Da lontano arriva una carrozza con sopra due fantocci: mentre la banda è raccolta in gruppo, dalla carrozza sbuca fuori Sam che armato di una grossa mitragliatrice fa fuori tutta la banda lasciando per ultimo Donovan, compiendo finalmente la sua vendetta.

## Curiosità
- Il film è conosciuto con vari titoli: nei titoli di testa è Era Sam Wallash...lo chiamavano 'Così Sia', mentre nelle locandine e manifesti Era Sam Wallash!... Lo chiamavano... E così sia!, in alcuni siti internet Era Sam Wallach... lo chiamavano 'così sia'.
- Robert Woods interpreta due ruoli, Sam Wallash e quello del padre nei flashback.
- Peter Martell, Gordon Mitchell, e Lincoln Tate appaiono in un cameo in una piccola scena e vengono chiamati proprio con i loro nomi.
- Curiosamente in un'edizione in DVD uscita in America in un cofanetto "The Great American Western vol. 12", in realtà il film è stato inserito per errore, dato che il titolo inglese del film "Savage guns" faceva riferimento ad un altro film americano "I fuorilegge della valle solitaria" chiamato anch'esso "The savage guns".[6] Il DVD contiene inoltre solo il doppiaggio inglese.